# 2. století
2. století je období mezi 1. lednem 101 a 31. prosincem 200 našeho letopočtu. Jedná se o druhé století prvního tisíciletí.

## Významné události

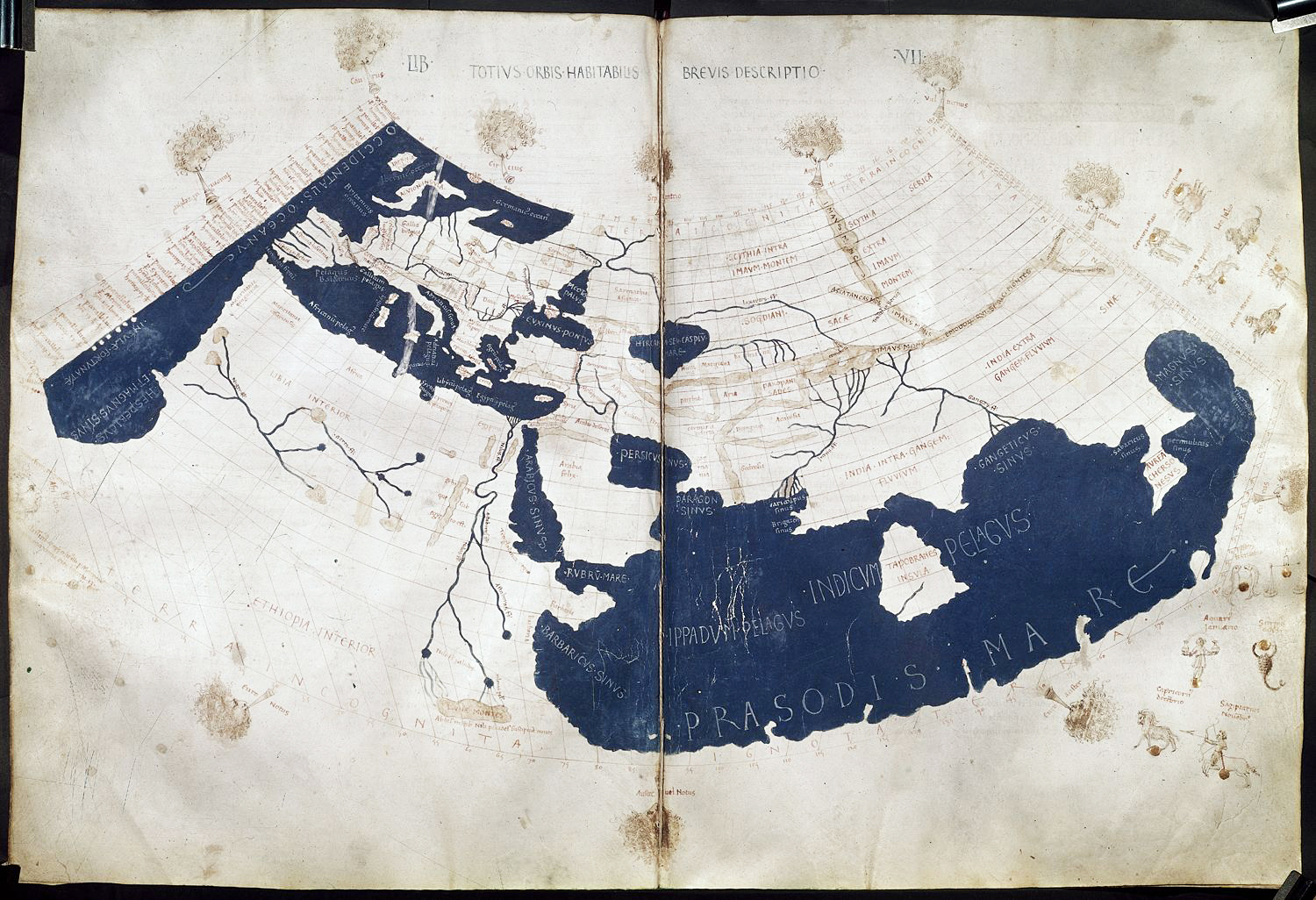
Kopie Ptolemaiovy mapy světa ze druhé poloviny 15. století

- 101–102 a 105–106 proběhly dácké války, při nichž se Římané zmocnili Dácie.
- cca 105 vynalezl vysoký čínský úředník a ministr Cchaj Lun papír.
- 122–128 zbudovali Římané z příkazu císaře Hadriána v severní Anglii opevnění známé jako Hadriánův val, jež mělo od severu bránit římskou provincii Británie.
- 132 sestrojil čínský matematik a astronom Čang Cheng první jednoduchý seismograf.
- 132–135 proběhlo v Judeji neúspěšné povstání Bar Kochby. Tento konflikt mezi Židy a Římany je rovněž znám jako druhá židovská válka.
- 142 dal římský císař Antoninus Pius napříč Skotskem zbudoval tzv. Antoninův val. Pás opevnění byl dokončen v roce 144, avšak již v roce 164 byl opuštěn a vojáci byli staženi zpět k Hadriánovu valu.
- cca 144 exkomunikovala církev Markióna ze Sinopé. Jeho učení položilo základ markionismu.
- 166–180 porazili Římané germánské kmeny v markomanských válkách.
- 184–205 proběhlo v Číně povstání žlutých turbanů.

## Významné osobnosti

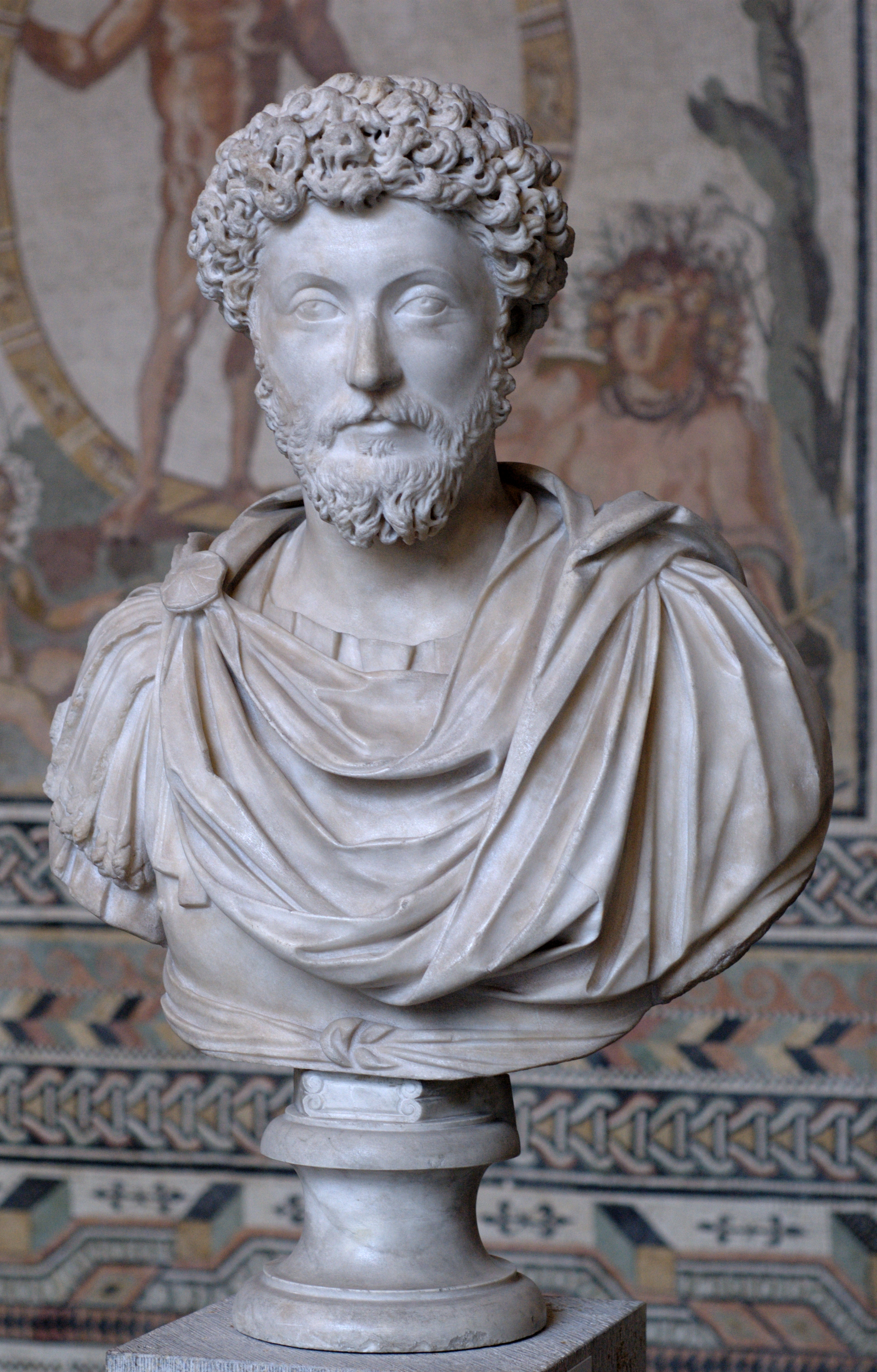
Busta římského císaře Marka Aurelia

- Akiva (cca 50–135) – židovský učenec a tanaita
- Antoninus Pius (86–161) – římský císař
- Aulus Gellius (? – cca 180) – římský soudce a spisovatel
- Commodus (161–192) – římský císař
- Čang Cheng (78–139) – čínský vynálezce, matematik a astronom
- Galén (129–200/216) – řecký lékař
- Hadrianus (76–138) – římský císař
- Charitón – řecký spisovatel
- Ignác z Antiochie (cca 50–107) – křesťanský biskup a světec
- Irenej z Lyonu (140/160–202) – křesťanský biskup a teolog
- Iulia Domna (?–218) – manželka římského císaře Septimia Severa
- Justin Mučedník (cca 100 – 165) – křesťanský teolog, filozof, církevní otec a světec
- Juvenalis (cca 60 – 140) – římský politik a satirik
- Kaniška – vládce kušánská říše
- Klaudios Ptolemaios (cca 85 – cca 165) – řecký geograf, matematik, astronom a astrolog
- Lucius Verus (130–169) – římský císař
- Lúkianos (cca 120 – po 180) – řecký spisovatel a filozof
- Markión (cca 100 – cca 160) – křesťanský teolog a zakladatel markionismu.
- Marcus Aurelius (121 – cca 180) – římský císař
- Nágárdžuna (cca 150 – cca 250) – indický filozof a zakladatel mahájánového buddhismu
- Plútarchos (cca 46 – cca 127) – řecký spisovatel, filozof a historik
- Polykarp ze Smyrny (cca 69 – 155/156) – biskup a křesťanský mučedník
- Septimius Severus (146–211) – římský císař
- Šim'on bar Kochba (?–135) – vůdce židovského povstání proti Římanům
- Traianus (53–117) – římský císař
- Viktor I. (?–199) – papež
- Vologaisés IV. (?–191/192) – parthský velkokrál